# 瓦雷
瓦雷（法語：Oyré，法語發音：[waʁe]）是法国新阿基坦大区维埃纳省的一个市镇，位于该省北部，属于沙泰勒罗区。

## 地理
瓦雷（46°52'22"N, 0°37'42"E）面积33.19 平方千米，位于法国新阿基坦大区维埃纳省，该省份为法国中西部省份，北起曼恩-卢瓦尔省和安德尔-卢瓦尔省，西接德塞夫勒省，南至夏朗德省，东南接上维埃纳省，东临安德尔省。
与瓦雷接壤的市镇（或旧市镇、城区）包括：沙泰勒罗、安格朗德、勒尼、迈雷、瑟尼耶-圣索沃尔。

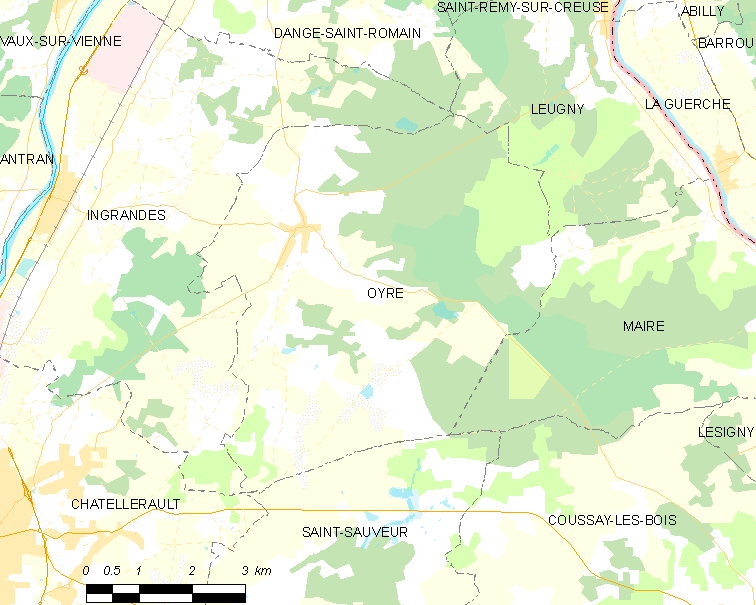
瓦雷的OSM定位图

瓦雷的时区为UTC+01:00、UTC+02:00（夏令时）。

## 行政
瓦雷的邮政编码为86220，INSEE市镇编码为86186。

## 政治
瓦雷所属的省级选区为沙泰勒罗第二县。

## 人口

1962-2008年间瓦雷人口变化图示

瓦雷于2022年1月1日时的人口数量为964人。